# Ryszard Bissinger

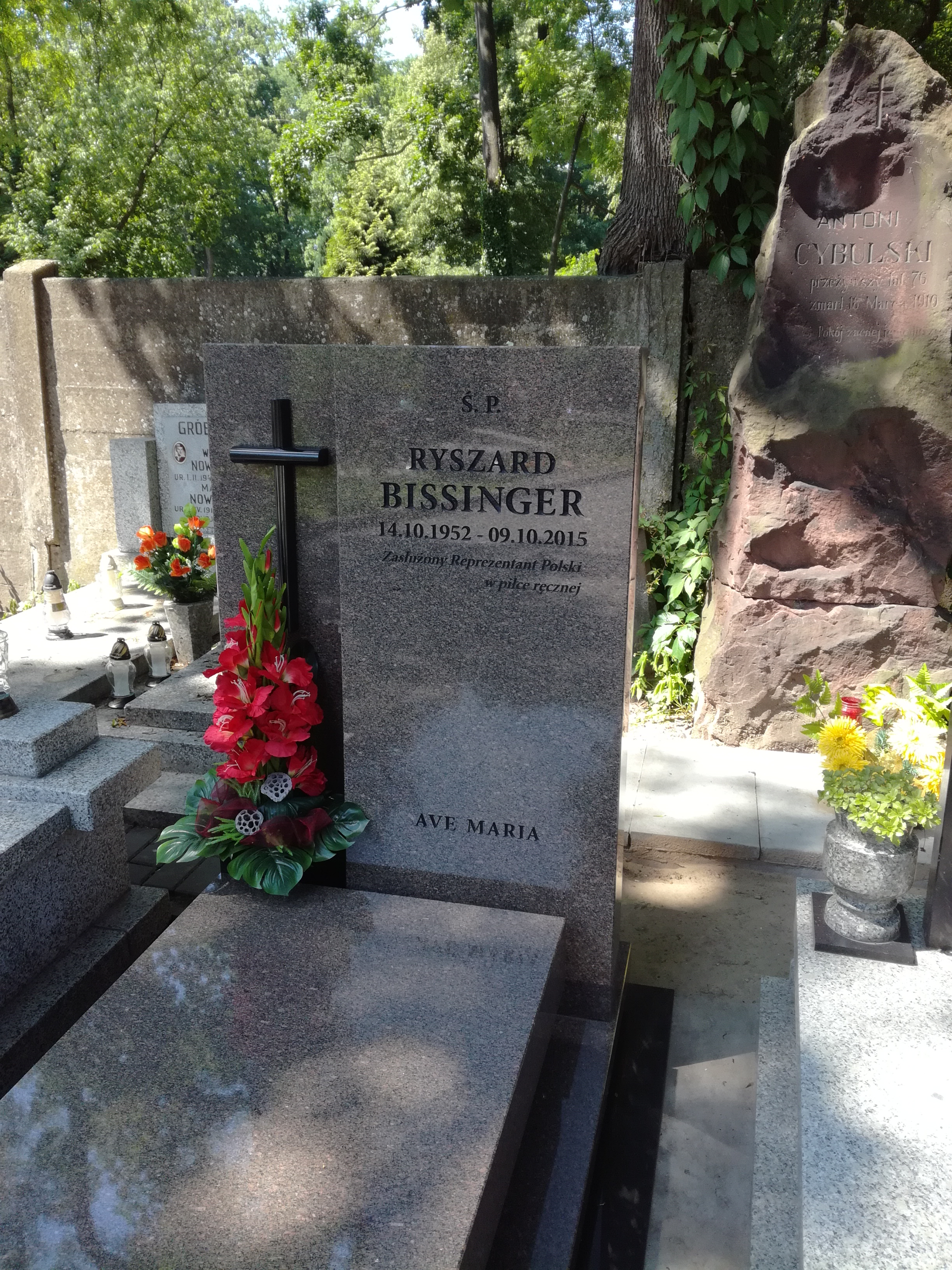
Grób Ryszarda Bissingera na Starym Cmentarzu w Łodzi

Ryszard Bissinger (ur. 14 października 1952, zm. 9 października 2015) – polski piłkarz ręczny, wielokrotny reprezentant Polski.
Był zawodnikiem klubów KS Anilana Łódź i MKS Łodzianka Łódź oraz TG Donzdorf. W latach 1977–1980 wystąpił w 23 spotkaniach reprezentacji Polski seniorów, m.in. na mistrzostwach świata w 1978 w Danii, na których zajął z drużyną 6. miejsce.
Jego nazwisko znaleźć można na Pomniku Łodzian Przełomu Tysiącleci.
Zmarł 9 października 2015 roku. Został pochowany na Cmentarzu katolickim przy ulicy Ogrodowej w Łodzi.